# Santiago Manasés Rodríguez
Santiago Manasés Rodríguez (Catia, Caracas,  24 de julio de 1921-Caracas, 1992) fue un dibujante y pintor venezolano. 

## Biografía
Inició su obra de dibujo como artista cuando era taxista a los 44 años de edad, en 1965, mientras prestaba servicio al personal del periódico El Nacional.

## Estilo artístico
Su obra se caracteriza por una constante exploración con respecto a los materiales y una forma intuitiva de retratar figuras humanas, en un momento donde el arte "informal" o popular estaba en su auge en el país.

## Obra y exposiciones
Mostró su obra al público por primera vez en una exposición individual realizada en la Galería 22, en Caracas, de la mano de Víctor Valera y Rafael Pineda. Posteriormente, realizó múltiples exposiciones individuales y participó en diversas muestras colectivas de arte ingenuo en el país. 
"Además de la mencionada exposición, obras suyas se reunieron en muestras individuales realizadas en la Galería 40 Grados a la Sombra, Maracaibo; Galería la Pinacoteca, 1967; Taller Troll, Petare, 1968; Galería Track, 1972; Galería del BANAP, 1972; Galería Arte de Venezuela, 1984. Fue incluido en la retrospectiva "Fabuladores de la imaginación", llevada a cabo en el MACC, 1977 y en "Confluencias", Museo de Arte Popular de Petare, 1993, llevada a cabo bajo la curaduría de Perán Erminy. Este mismo museo presentó una retrospectiva de la obra de Manasés Rodríguez en 1993."

## Premios y reconocimientos
Obtuvo el Premio Emil Friedman para Dibujo (1969).